# Pyuridae
Famille
Les Pyuridae forment une famille d'ascidies de l'ordre des Stolidobranchia.

## Liste des genres
Selon World Register of Marine Species (31 mars 2014) :
- genre Bathypera Michaelsen, 1904
- genre Bathypyura Monniot & Monniot, 1973
- genre Boltenia Savigny, 1816
- genre Bolteniopsis Harant, 1927
- genre Claudenus Kott, 1998
- genre Cratostigma Monniot & Monniot, 1961
- genre Ctenyura Van Name, 1918
- genre Culeolus Herdman, 1881
- genre Halocynthia Verrill, 1879
- genre Hartmeyeria Ritter, 1913
- genre Hemistyela Millar, 1955
- genre Herdmania Lahille, 1888
- genre Heterostigma Ärnbäck-Christie-Linde, 1924
- genre Microcosmus Heller, 1877
- genre Paraculeolus Vinogradova, 1970
- genre Pyura Molina, 1782
- genre Pyurella Monniot & Monniot, 1973

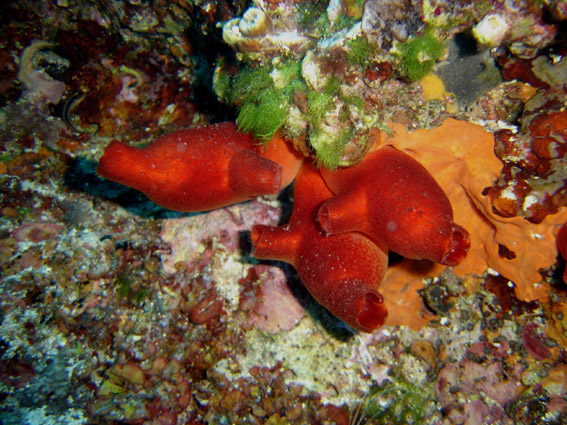
Ascidie rouge (Halocynthia papillosa)
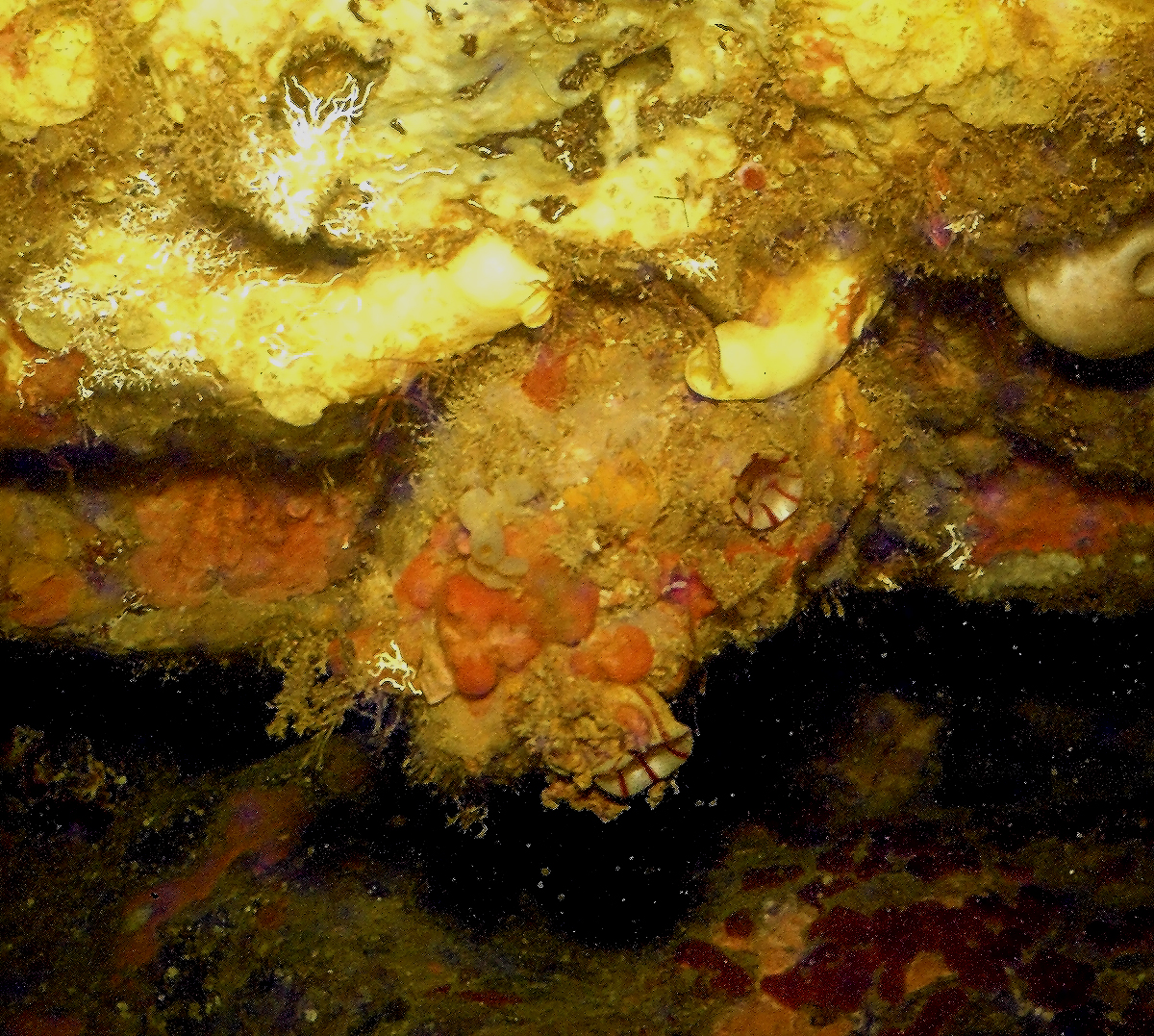
Figue de mer (Microcosmus sabatieri)
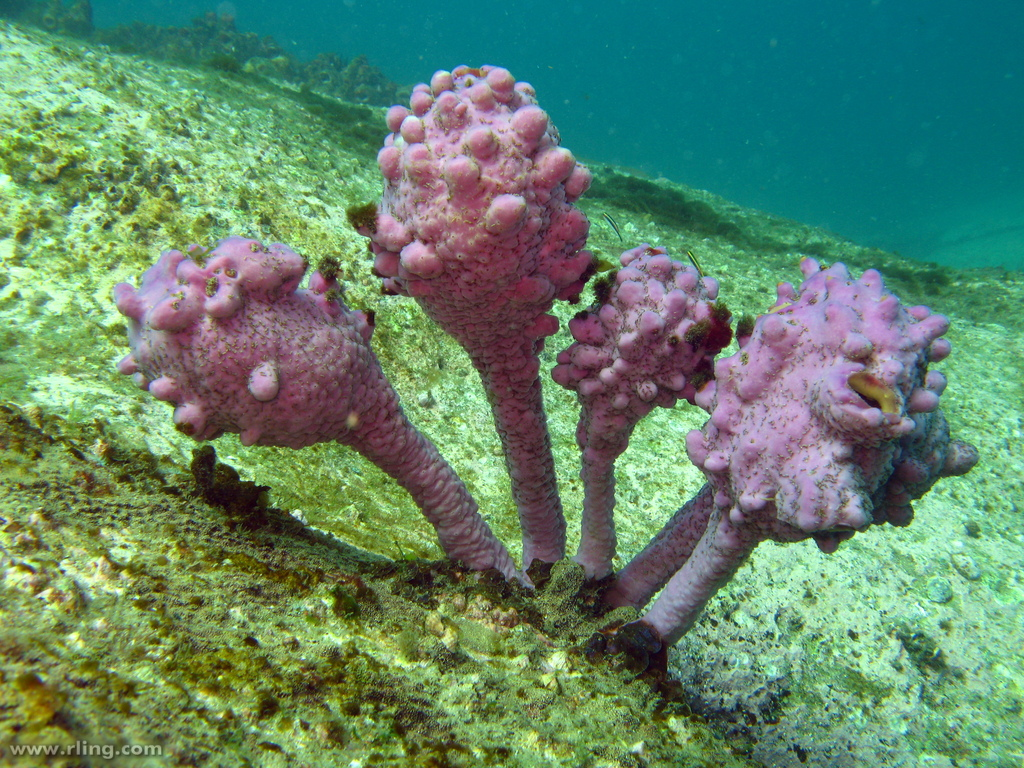
Pyura spinifera